# Сінер
Сіне́р (рос. Синерь, чув. Синер) — присілок у Чувашії Російської Федерації, у складі Аліковського сільського поселення Аліковського району.
Населення — 130 осіб (2010; 135 в 2002, 231 в 1979, 333 в 1939, 248 в 1926, 192 в 1897, 180 в 1858). Національний склад — чуваші, росіяни.
Національний склад (на 2002 рік):
- чуваші — 98 %

## Історія
Історичні назви — Сіняр. Засновано 18 століття як виселок села Успенське (нині Аліково). До 1866 року селяни мали статус державних, займались землеробством, тваринництвом. На початку 20 століття діяв вітряк. 1930 року створено колгосп «Більшовик». До 1927 року присілок входив до складу Шуматовської та Аліковської волостей Ядринського повіту. З переходом на райони 1927 року — спочатку у складі Аліковського, у період 1962–1965 років — у складі Вурнарського, після чого знову переданий до складу Аліковського району.

## Уродженці
- Аркадій Аріс (1901—1942) — чувашський прозаїк, критик, перекладач.
- Золотов Віталій Арсентійович — чуваський прозаїк, краєзнавець і громадський діяч, заслужений діяч культури Чуваської Республіки (2002).
- Ют Микола Якович — чуваський критик, фольклорист, публіцист, перекладач, редактор, громадський і партійний діяч, перший голова (1923-25 роки) Союзу чуваських письменників і журналістів, головний редактор журналів «Ялав» і «Капкӑн».